# 焦砷酸铜
焦砷酸铜是一种无机化合物，化学式为Cu2As2O7。它可在砷酸氢铜的热分解中生成。
它可由氧化铜、五氧化二砷和氯气（转移试剂）反应得到，它在低温以α相的形式存在，在356 °C以上转变为高温β相。